# アマンダ・セラノ
アマンダ・セラノ（英語: Amanda Serrano、1988年12月9日 - ）は、プエルトリコの女子プロボクサー。アメリカ合衆国・ニューヨーク在住。現WBA・IBF・WBO女子世界フェザー級統一王者。元WBO女子世界スーパーフライ級王者。元WBO女子世界バンタム級王者。元WBO女子世界スーパーバンタム級王者。元IBF女子世界スーパーフェザー級王者。元WBO女子世界ライト級王者。元WBO女子世界スーパーライト級王者。元WBC女子世界フェザー級王者。ボクシング史上初のメジャー団体世界7階級制覇王者。
姉のシンディ・セラノも元WBO女子世界フェザー級王者で史上初の姉妹世界王者でもある。

## 来歴
2009年3月20日、ニューヨーク州オールバニのワシントン・アベニュー・アーモリーでジャッキー・トリビリーノと両者にとってのデビュー戦を行い、2-0（40-36、39-37、39-39）の判定勝ちを収めセラノがデビュー戦を白星で飾った。
2009年11月20日、ニュージャージー州アトランティックシティのトランプ・タージマハル・カジノ・リゾートでエラ・ヌネスと対戦し、1-1（39-37、37-39、38-38）の判定で引き分けた。
2011年6月11日、ニューヨーク州ニューヨークのローズランド・ボールルームでジェニファー・スコットとNABF女子北米フェザー級王座決定戦を行い、初回1分4秒TKO勝ちを収め王座獲得に成功した。
2011年9月10日、ニューヨーク州ニューヨークブルックリンのアビエイター・スポーツ&イベント・センターでキンバリー・コナーとIBF女子世界ジュニアライト級初代王座決定戦を行い、2回1分45秒TKO勝ちを収め王座獲得に成功した。
2012年4月27日、スウェーデンのリンシェーピングでWBC女子世界スーパーフェザー級王者フリーダ・ウォルバーグと対戦し、プロ初黒星となる0-3（93-98、93-97、94-96）の判定負けを喫し王座獲得に失敗した。
2012年12月15日、ドミニカ共和国のプエルト・プラタでリナ・ミラグロス・テハダとUBF女子インターコンチネンタルスーパーフェザー級王座決定戦を行い、初回TKO勝ちを収め王座獲得に成功した。
2013年2月16日、ドミニカ共和国のサンティアゴ・デ・ロス・カバリェロスでワンダ・ペーニャ・オズナとWIBA世界フェザー級王座決定戦並びにUBF女子世界フェザー級王座決定戦を行い、初回1分57秒TKO勝ちを収めWIBA王座の獲得に成功、2階級制覇を達成、UBF王座の獲得にも成功した。
2014年8月15日、アルゼンチンのブエノスアイレスでWBO女子世界ライト級王者マリア・エレナ・マデルナと対戦し、6回54秒KO勝ちを収め3階級制覇を達成した。
2015年2月21日、ドミニカ共和国のプエルト・プラタでマリソル・レイエスとノンタイトル8回戦を行い、3回1分44秒TKO勝ちを収めた。
2016年2月17日、ニューヨークでオリビア・ゲルラとWBO女子世界フェザー級王座決定戦で対戦し、1回KO勝ちを収め王座獲得に成功した。
2016年10月18日、プエルトリコのサンフアンでアレクサンドラ・ラザールとWBO女子世界スーパーバンタム級王座決定戦を行い、1回TKO勝ちを収め4階級制覇を達成した。
2017年1月14日、ニューヨークでヤズミン・リバスと防衛戦を行い、10回判定勝ちを収め初防衛に成功した。

### 5階級制覇達成
2017年4月22日、ニューヨークでダイアナ・サンタナとWBO女子世界バンタム級王座決定戦を行う予定だったが、前日計量でサンタナが122.5ポンドを計測し、バンタム級の規定体重の118ポンドを4.5ポンド（約2kg）体重超過したため計量失格となり、セラノが勝てば王座獲得、サンタナが勝てば王座が空位になる条件で試合が行われ、8回TKO勝ちを収め女子ボクシング史上初となる5階級制覇を達成した。この試合でセラノは1万2千ドル、サンタナは6千ドルのファイトマネーを稼いだ。
2017年7月21日、プエルトリコのサンフアンでエディナ・キスと防衛戦を行い、3回TKO勝ちを収め2度目の防衛に成功した。

### 総合格闘技デビュー
2018年4月13日、総合格闘技団体「Combate Americas」でコリーナ・ヘレーラ相手に総合格闘技デビューを果たすも引き分けに終わる。セラノは総合格闘技を始めた理由を、ボクシングで複数階級制覇をしたり、KOを狙うなど派手な試合を心がけても、ボクシングではファイトマネーを稼げず、注目も集められないからだと語った。

### 6階級制覇達成
2018年9月8日、ニューヨークで階級を4階級上げてヤミラ・エスター・レイノソとWBO女子世界スーパーライト級王座決定戦で対戦し、判定勝ちで王座の獲得に成功。自身の複数階級制覇記録を更新し、女子ボクシング史上初となる6階級制覇を達成した。
2018年10月13日、総合格闘技2戦目を行い関節技で勝利を収めた。

### 7階級制覇達成
2019年1月18日、ニューヨークで階級を6階級落としWBC女子世界バンタム級暫定王者エヴァ・フォラバーガーとWBO女子世界スーパーフライ級王座決定戦で対戦し、1回TKO勝ちで王座の獲得に成功。自身の複数階級制覇記録を更新し、女子ボクシング史上初となる7階級制覇を達成した。
2019年9月13日、WBO女子世界フェザー級王者のヘザー・ハーディと対戦し、10回判定勝ちを収めWBO王座とともにWBC暫定王座の獲得に成功した。その後、ハーディはWBCのクリーン・ボクシング・プログラムにより試合前日の9月12日に行われたドーピング検査で、禁止物資フロセミドの陽性反応が検出されたことが発表され、ニューヨーク州アスレチックコミッションから出場停止6ヶ月と罰金1万ドルの処分を受けた。
2020年5月2日、ケイティー・テイラーと対戦が決まっていたが新型コロナウイルスの影響で試合延期になった。
2021年2月4日、ジェレーナ・ムルジェノビッチがWBC名誉王者となったことにより、正規王者に昇格。
2021年3月25日、プエルトリコ・サンファンで1階級下のIBF女子世界スーパーバンタム級王者ダニエラ・ベルムデスと対戦。9回にボディでKO勝ちを収め、WBO・WBCフェザー級王座防衛に成功し、空位のIBO王座も獲得した。
2021年8月29日、オハイオ州クリーブランドのロケット・モーゲージ・フィールドハウスにて1階級下のWBC世界女子スーパーバンタム級王者ヤミレス・メルカドと対戦し、10回3-0の判定勝ちを収めWBC・WBO・IBOフェザー級の防衛に成功した。この試合でセラノは7万5千ドル（約820万円）、メルカドは4万5千ドル（約490万円）のファイトマネーを稼いだ。
2021年9月30日、ジェイク・ポールのボクシング・プロモーション会社モスト・バリュアブル・プロモーションズと契約した。

### 女子初のMSGメイン
2022年4月30日、ニューヨークのマディソン・スクエア・ガーデンで、階級を2階級上げてWBA・WBC・IBF・WBO世界女子ライト級統一王者ケイティー・テイラーに挑戦するも、10回判定負けを喫し王座獲得に失敗した。この試合はMSGにて初めて女子の試合がメインイベントとして行われたプロボクシング興行になった。また、DAZNにより世界配信されたが、DAZNは配信した170以上の国と地域で150万人が視聴したと発表した。
2022年9月24日、マンチェスターのAOアリーナにてサラ・マフフードが持つIBFと自身が持つWBC・WBO・IBOの世界フェザー級王座統一戦が行われ、3-0判定勝利でIBF王座統一に成功した。

### 5団体王座統一
2023年2月4日、マディソン・スクエア・ガーデン内フールー・シアターにてWBA王者エリカ・クルスとの5団体王座統一戦を行い、3-0判定勝利で5団体王座統一に成功、試合後には5月20日にダブリンでケイティー・テイラーとの再戦も発表された。
2023年2月28日、セラノが怪我をしたため5月20日に行われる予定だったケイティー・テイラーとの再戦が延期されることが発表された。しかし、セラノの怪我の回復が間に合わず、テイラーは代わりにシャンテル・キャメロンと対戦して敗北した。
2023年8月2日、総合格闘技団体の「PFL」と契約を交わし、総合格闘技に復帰することを発表した。
2023年8月5日、テキサス州ダラスのアメリカン・エアラインズ・センターにてジェイク・ポール vs. ネイト・ディアス戦の前座でヘザー・ハーディと約4年ぶりに再戦し、3-0判定勝利で王座防衛に成功した。この試合はDAZN PPVで配信された。

### 3分12回戦決行へ
2023年9月8日、10月27日にフロリダ州オーランドのカリビ・ロイヤル・オーランドにてWBO女子世界同級暫定王者ダニラ・ラモス相手に男子世界タイトルマッチと同じ3分12回戦を戦うとモスト・バリュアブル・プロモーションズが発表した。女子の世界タイトルマッチは通常2分10回戦で行われているが、管轄コミッションが承認した上で対戦者間の合意があれば1ラウンド3分で行うことも可能となっており、3分12回戦の女子公式試合は2007年2月14日のレイラ・マッカーター vs メリッサ・ヘルナンデスのGBU世界ライト級タイトルマッチ以来16年ぶりとなった。IBF、WBA、WBOとフロリダ州アスレチック・コミッションより開催許可を得られたが、WBCは安全性の問題を理由に承認しない方針を明らかにしている。
2023年10月27日、カリビ・ロイヤル・オーランドにてラモスとIBF・WBA・WBO女子世界フェザー級タイトルマッチを行い、12回3-0（120-108×3）の判定勝ちを収め、歴史的一戦で王座防衛に成功した。
2023年12月5日、セラノはWBCが上記の試合を承認しなかったことへの不満を理由に同王座を返上した。
2024年3月2日、生まれ故郷であるプエルトリコのサンフアンにてIBF・WBA・WBO女子世界フェザー級1位のニーナ・マインケ相手にIBF・WBA・WBO女子世界フェザー級タイトルマッチ3分12回戦を予定していたが、試合当日にセラノが目を負傷してしまい、ドクターストップで中止となった。試合直前に中止が発表され会場内は大ブーイングとなり、セラノはリング上で涙ながらに謝罪した。これを受けて試合を主催したモスト・バリュアブル・プロモーションズはチケット代を返金することを発表した。
2024年7月20日、テキサス州アーリントンのAT&Tスタジアムでマイク・タイソン対ジェイク・ポールの前座のWBA・WBC・IBF・WBO女子世界スーパーライト級タイトルマッチで女子世界スーパーライト級4団体統一王者ケイティー・テイラーと2年2ヶ月ぶりに再戦予定だったが、タイソンの体調不良で興行自体が同年11月15日に延期となり、同日にフロリダ州タンパのアマリー・アリーナで穴埋めを兼ねてスティービー・モーガンとノンタイトル戦を行い2回TKO勝利。
2024年11月15日、テキサス州アーリントンのAT&Tスタジアムでマイク・タイソン対ジェイク・ポールの前座のWBA・WBC・IBF・WBO女子世界スーパーライト級タイトルマッチとして女子世界同級4団体統一王者のケイティ・テイラーと仕切り直しで再戦。4回中に両者のバッティングでセラノが右目上をカットし流血。6回中にはテイラーが偶然のバッティングで1点減点となるも10回0-3（94-95×3）の僅差の判定負けを喫し王座獲得に失敗、雪辱を果たせなかった。試合は138ポンド（-62.6kg）の契約体重にて行われた。
2025年3月4日、セラノはモスト・バリュアブル・プロモーションズとの生涯契約の締結を発表。この契約によりセラノは引退するまでモスト・バリュアブル・プロモーションズ名義で試合に出場し、引退後はモスト・バリュアブル・プロモーションズの女性ボクシング活動のリーダーとして女性ボクサーの発掘・契約・育成・マーケティングといった取り組みに従事することとなる。

## 戦績

### ボクシング
- プロボクシング：51戦 47勝 (31KO) 3敗 1分

| 戦           | 日付           | 勝敗 | 時間    | 内容    | 対戦相手                                   | 国籍           | 備考 |
| ------------ | -------------- | ---- | ------- | ------- | ------------------------------------------ | -------------- | --- |
| 1            | 2009年3月20日  | ☆    | 4R      | 判定3-0 | ジャッキー・トリビリーノ                   | アメリカ合衆国 | プロデビュー戦 |
| 2            | 2009年5月9日   | ☆    | 1R 2:43 | KO      | ブルターニュ・クルス                       | アメリカ合衆国 | |
| 3            | 2009年6月29日  | ☆    | 1R      | TKO     | カロリーナ・マルティネス・デ・モレタ       | ドミニカ共和国 | |
| 4            | 2009年7月31日  | ☆    | 2R 1:09 | TKO     | クリスティーナ・ルイス                     | アメリカ合衆国 | |
| 5            | 2009年11月20日 | △    | 4R      | 判定1-1 | エラ・ヌニェス                             | アメリカ合衆国 | |
| 6            | 2010年2月26日  | ☆    | 6R      | 判定3-0 | ルシア・ラルチネーゼ                       | アメリカ合衆国 | |
| 7            | 2010年6月4日   | ☆    | 6R      | 判定3-0 | ニーディア・フェリシアーノ                 | アメリカ合衆国 | |
| 8            | 2010年9月18日  | ☆    | 4R 終了 | TKO     | ヘンニフェル・エンカルナシオン             | ドミニカ共和国 | |
| 9            | 2011年1月29日  | ☆    | 6R      | 判定3-0 | エラ・ヌニェス                             | アメリカ合衆国 | |
| 10           | 2011年4月22日  | ☆    | 4R 1:30 | TKO     | エラ・ヌニェス                             | アメリカ合衆国 | |
| 11           | 2011年6月11日  | ☆    | 1R 1:04 | TKO     | ジェニファー・スコット                     | アメリカ合衆国 | NABF女子北米フェザー級王座決定戦 |
| 12           | 2011年8月6日   | ☆    | 1R 終了 | TKO     | ディアナ・カロリーナ・ガルシア・ドミンゲス | ドミニカ共和国 | |
| 13           | 2011年9月10日  | ☆    | 2R 1:45 | TKO     | キンバリー・コナー                         | アメリカ合衆国 | IBF女子世界スーパーフェザー級王座決定戦                                                                                                  |
| 14           | 2011年11月18日 | ☆    | 5R      | TKO     | グレシア・ノバ                             | ドミニカ共和国 | |
| 15           | 2012年2月17日  | ☆    | 8R      | 判定3-0 | エラ・ヌニェス                             | アメリカ合衆国 | |
| 16           | 2012年4月27日  | ★    | 10R     | 判定0-3 | フリーダ・ウォールバーグ                   | スウェーデン   | WBC女子世界スーパーフェザー級タイトルマッチ                                                                                              |
| 17           | 2012年9月16日  | ☆    | 1R 1:27 | TKO     | グレシア・ノバ                             | ドミニカ共和国 | |
| 18           | 2012年12月15日 | ☆    | 1R 1:20 | TKO     | リナ・テハダ                               | ドミニカ共和国 | |
| 19           | 2013年2月16日  | ☆    | 1R 1:57 | TKO     | ワンダ・ペーニャ・オスナ                   | ドミニカ共和国 | WIBA・UBF女子世界フェザー級王座決定戦 |
| 20           | 2013年6月29日  | ☆    | 3R 1:18 | TKO     | ドミンガ・オリボ                           | アメリカ合衆国 | |
| 21           | 2013年9月21日  | ☆    | 2R 1:07 | TKO     | ケリー・ヒル                               | アメリカ合衆国 | |
| 22           | 2013年9月29日  | ☆    | 1R 1:13 | TKO     | ディアナ・カロリーナ・ガルシア・ドミンゲス | ドミニカ共和国 | |
| 23           | 2014年8月15日  | ☆    | 6R 0:54 | KO      | マリア・エレナ・マデルナ                   | アルゼンチン   | WBO女子世界ライト級タイトルマッチ |
| 24           | 2014年11月13日 | ☆    | 1R 0:59 | TKO     | カーラ・トレス                             | アメリカ合衆国 | |
| 25           | 2015年2月21日  | ☆    | 3R 1:44 | TKO     | マリソル・レイエス                         | ドミニカ共和国 | |
| 26           | 2015年5月29日  | ☆    | 6R      | 判定3-0 | ファトゥマ・ザリカ                         | ケニア         | |
| 27           | 2015年9月10日  | ☆    | 6R      | 判定3-0 | ファトゥマ・ザリカ                         | ケニア         | |
| 28           | 2015年11月20日 | ☆    | 3R 1:38 | TKO     | ジェミラ・ゴンタルク                       | ベルギー       | |
| 29           | 2016年2月17日  | ☆    | 1R 1:50 | TKO     | オリビア・ゲルラ                           | カナダ         | WBO女子世界フェザー級王座決定戦 |
| 30           | 2016年4月22日  | ☆    | 4R 1:20 | TKO     | エディナ・キス                             | ハンガリー     | |
| 31           | 2016年7月30日  | ☆    | 1R 1:41 | TKO     | カリスタ・シルガド                         | コスタリカ     | WBO防衛1 |
| 32           | 2016年10月18日 | ☆    | 1R 0:44 | TKO     | アレクサンドラ・ラザール                   | ハンガリー     | WBO女子世界スーパーバンタム級王座決定戦                                                                                                  |
| 33           | 2017年1月14日  | ☆    | 10R     | 判定3-0 | ヤスミン・リバス                           | メキシコ       | WBC女子世界スーパーバンタム級ダイヤモンド王座決定戦 WBO防衛1                                                                             |
| 34           | 2017年4月22日  | ☆    | 8R 1:14 | TKO     | ダイアナ・サンタナ                         | ドミニカ共和国 | WBO女子世界バンタム級王座決定戦 |
| 35           | 2017年7月21日  | ☆    | 3R 1:00 | TKO     | エディナ・キス                             | ハンガリー     | WBO防衛2 |
| 36           | 2017年11月4日  | ☆    | 1R 2:38 | TKO     | マリリーン・エルナンデス                   | ドミニカ共和国 | |
| 37           | 2018年9月8日   | ☆    | 10R     | 判定3-0 | ヤミラ・エストエル・レイノソ               | アルゼンチン   | WBO女子世界スーパーライト級王座決定戦 |
| 38           | 2019年1月18日  | ☆    | 1R 0:35 | KO      | エバ・ボラベルガー                         | オーストラリア | WBO女子世界スーパーフライ級王座決定戦 |
| 39           | 2019年9月13日  | ☆    | 10R     | 判定3-0 | ヘザー・ハーディ                           | アメリカ合衆国 | WBC暫定・WBO女子世界フェザー級タイトルマッチ                                                                                             |
| 40           | 2020年1月30日  | ☆    | 3R 0:53 | TKO     | シモーネ・ダ・シルバ                       | ブラジル       | |
| 41           | 2020年12月16日 | ☆    | 1R 1:39 | TKO     | ダイアナ・サンタナ                         | ドミニカ共和国 | |
| 42           | 2021年3月25日  | ☆    | 9R 1:33 | KO      | ダニエラ・ベルムデス                       | アルゼンチン   | IBO女子世界フェザー級王座決定戦 WBC防衛1・WBO防衛1                                                                                       |
| 43           | 2021年8月29日  | ☆    | 10R     | 判定3-0 | ヤミレス・メルカド                         | メキシコ       | WBC防衛2・WBO防衛2 |
| 44           | 2021年12月18日 | ☆    | 10R     | 判定3-0 | ミリアム・グティエレス                     | スペイン       | |
| 45           | 2022年4月30日  | ★    | 10R     | 判定1-2 | ケイティー・テイラー                       | アイルランド   | WBA・WBC・IBF・WBO女子世界ライト級タイトルマッチ                                                                                         |
| 46           | 2022年9月24日  | ☆    | 10R     | 判定3-0 | サラ・マファウド                           | デンマーク     | WBC・IBF・WBO・IBO女子世界フェザー級王座統一戦 リングマガジン女子世界フェザー級王座決定戦 WBC防衛3・WBO防衛3 IBF・リングマガジン王座獲得 |
| 47           | 2023年2月4日   | ☆    | 10R     | 判定3-0 | エリカ・クルス                             | メキシコ       | WBA・WBC・IBF・WBO女子世界フェザー級王座統一戦 WBA獲得・WBC防衛4・IBF防衛1・WBO防衛4                                                     |
| 48           | 2023年8月5日   | ☆    | 10R     | 判定3-0 | ヘザー・ハーディ                           | アメリカ合衆国 | WBA防衛1・WBC防衛5・IBF防衛2・WBO防衛5                                                                                                   |
| 49           | 2023年10月27日 | ☆    | 12R     | 判定3-0 | ダニラ・ラモス                             | ブラジル       | WBA防衛2・IBF防衛3・WBO防衛6 |
| 50           | 2024年7月20日  | ☆    | 2R 0:38 | TKO     | スティービー・モーガン                     | アメリカ合衆国 | |
| 51           | 2024年11月15日 | ★    | 12R     | 判定3-0 | ケイティー・テイラー                       | アイルランド   | WBA・WBC・IBF・WBO女子世界スーパーライト級タイトルマッチ                                                                                 |
| テンプレート |                |      |         |         |                                            |                | |

### 総合格闘技
| 総合格闘技 戦績 | 総合格闘技 戦績 | 総合格闘技 戦績 | 総合格闘技 戦績 | 総合格闘技 戦績 | 総合格闘技 戦績 | 総合格闘技 戦績 |
| --------------- | --------------- | --------------- | --------------- | --------------- | --------------- | --------------- |
| 3 試合          | (T)KO           | 一本            | 判定            | その他          | 引き分け        | 無効試合        |
| 2 勝            | 0               | 2               | 0               | 0               | 1               | 0               |
| 0 敗            | 0               | 0               | 0               | 0               | 1               | 0               |

| 勝敗 | 対戦相手               | 試合結果                   | 大会名                            | 開催年月日     |
| ○    | バレンティナ・ガルシア | 5分1R1:00 フロントチョーク | iFF 7                             | 2021年6月11日  |
| ○    | Erendira Ordonez       | 5分1R4:23 裸絞             | COMBATE AMERICAS - Mexico vs. USA | 2018年10月13日 |
| △    | コリーナ・ヘレーラ     | 5分3R終了 判定0-0          | COMBATE ESTRELLAS 1               | 2018年4月13日  |

## 獲得タイトル
- NABF女子北米フェザー級王座
- IBF女子世界ジュニアライト級王座（防衛0=返上）
- UBF女子インターコンチネンタルスーパーフェザー級王座
- WIBA世界フェザー級王座
- UBF女子世界フェザー級王座
- WBO女子世界ライト級王座（防衛0=剥奪）
- WBO女子世界フェザー級王座（防衛1=剥奪）
- WBO女子世界スーパーバンタム級王座（防衛1=返上）
- WBO女子世界バンタム級王座（防衛0=返上）
- WBO女子世界スーパーライト級王座（防衛0=剥奪）
- WBO女子世界スーパーフライ級王座（防衛0=返上）
- IBO女子世界フェザー級王座（防衛4）
- WBO女子世界フェザー級スーパー王座（防衛6）
- WBC女子世界フェザー級王座（防衛5=返上）
- WBA女子世界フェザー級王座（防衛2）
- IBF女子世界フェザー級王者（防衛3）
- リングマガジン女子世界フェザー級王座